# Isophya modestior
Isophya modestior är en insektsart som beskrevs av Brunner von Wattenwyl 1882. Isophya modestior ingår i släktet Isophya och familjen vårtbitare. Inga underarter finns listade i Catalogue of Life.